# Carlos Moyano Fuschlocher
Carlos René Moyano Fuschlocher (Osorno, 4 de junio de 1901 – Santiago, 21 de julio de 1951), fue un profesor y político radical chileno. Hijo de Alberto Moyano Silva y María Luisa Fuschlocher. Contrajo matrimonio con Teresa García.
Educado en el Liceo Alemán y en la Universidad de Chile y Pontificia Universidad Católica, donde se graduó de abogado en agosto de 1928 con una tesis titulada “Los tribunales administrativos”.
Se dedicó al ejercicio de su profesión en Valdivia, donde fue procurador de números, síndico de Quiebras y secretario de la Municipalidad. Participó también de actividades periodísticas, trabajando en "El Mercurio" de Santiago y fue subdirector de "Las Últimas Noticias".
Militó en las filas del Partido Radical, colectividad a la que representó en las elecciones de 1941, donde fue elegido Diputado por la 22ª agrupación departamental de Valdivia, La Unión y Río Bueno (1941-1945), integrando la comisión permanente de Constitución, Legislación y Justicia.
Reelecto Diputado por la misma agrupación departamental (1945–1949), fue miembro de la comisión permanente de Vías y Obras Públicas.